# Sideshow Bob
Robert Onderdonk "Sideshow Bob" Terwilliger (spelad av Kelsey Grammer) är en rollfigur i den animerade tv-serien Simpsons. Han är utbildad på Yale University.

## Biografi
Sideshow Bob blev assistent till clownen Krusty. efter att han följde med sin bror, Cecil på en audition hos Krusty. Under hans tid som assistent blev han flera gånger skjuten ur en kanon och fick pajer i ansiktet, vilket ledde till att han blev arg på Krusty, klädde ut sig till och satte dit honom för väpnat rån på Kwik-E-Mart. Bob blev barnens nya TV-stjärna men då Bart upptäckte att det var Sideshow Bob som satte dit Krusty åkte han in i fängelset och Krusty blir frisläppt. Som bevis anförde han att Krusty är analfabet, men läste en tidning; att han hade pacemaker, men värmde en burrito i mikrovågsugn, samt Bobs enorma fötter.
Under sin period i fängelset börjar Sideshow Bob dejta Selma Bouvier och blir senare frisläppt från fängelset. Han vinner en Daytime Emmy Award för bästa biroll i barnprogram. Då Selma erkänner att hon ska gifta sig med Bob blir inte Bart glad. Bob gifte sig enbart för att kunna döda Selma för att få ett arv från pengar som hon investerat i aktiemarknaden. Bart upptäckter vad Bob planerar och lyckas rädda Selma i sista stund och Bob åker in i fängelset igen.
Under tiden han är i fängelset skickar han hotbrev med sitt blod med texten "Die Bart", men blir villkorligt frigiven då han förklarat att det är tyska. Då han lovar att inte döda familjen Flanders och hela familjen Simpsons förutom Bart får familjen Simpsons flytta till Terror Lake som en del av Witness Relocation Program under efternamnet "Thompson". Bob följer efter dem och lyckas binda fast resten av familjen innan han försöker döda Bart. Bob låter dock Barts sista önskan gå i uppfyllelse, att låta honom framföra hela H.M.S. Pinafore. Vid slutet av pjäsen kommer polisen och Bob åker in i fängelset. Birch Barlow får Bob att bli frisläppt från fängelset och kandiderar för borgmästare i Springfield för Republikanska partiet. Han vinner valet men med hjälp av Waylon Smithers upptäcker Bart och Lisa att han fuskade i valet och han hamnar i fängelset för valfusk.
Då Bob inte blir frisläppt rymmer han från fängelset och hotar att spränga Springfield med en atombomb om inte all TV-sändningarna upphör TV-serier efter att han irriterat sig ännu mera på Krusty i fängelset. Krusty fortsätter dock göra TV-sändningarna och Bart och Lisa hittar Bob precis innan han tänker aktivera bomben. Bomben visar sig vara en blindgångare och han kidnappar Bart med Bröderna Wrights flygplan för att döda Krusty men planerar misslyckas igen. I fängelset går Bob med i det kristna frigivningsprogrammet, och hans bror Cecil anställer honom för att arbeta med det nya kraftverket. Brodern är avundsjuk på att Bob blev Krustys assistent och fuskar med materialet för att sätta dit Bob. Bart och Lisa misstänker att något är skumt och upptäcker att Bob är oskyldig och Cecil är en skurk denna gång. Cecil får tag i Bart och kastar ner honom för en fors med räddas av Bob som senare tillsammans med Cecil åker i fängelset. Bob upptäcker att Krusty har raderat alla de avsnitten med honom och bestämmer sig för att bli frisläppt för att få Bart att döda Krusty under hans avslutningsshow. Han börjar jobba på Springfield Elementary och får Bart att bli hypnotiserad men förlåter Krusty då han inser att han saknar honom. Då ett mordförsök görs på Homer Simpson låter polisen Bob bli frisläppt för att hitta den skyldige. När han hittar skuren försöker han igen mörda Bart men planen var så simpel så han gav upp mordförsöket.
Han flyttade till Italien där han blev borgmästare i byn, Salsiccia där han gifter sig med Francesca och får sonen Gino. Då familjen Simpsons råkar hamna i byn efter att de hämtat Mr. Burns nya bil i Italien och kraschat den lovar han hjälpa till om de inte avslöjar sitt förflutna. Han låter Lisa dricka vin och hon blir berusad och avslöjar Bobs förflutna, han bestämmer sig då för att hämnas på familjen då han blir avskydd i Salsiccia. Med hjälp av Krusty lyckas de undkomma Bob och hans familj.  I det avsnittet driver man med en annan populär serie som liknar Simpsons, Family Guy. I en bok med amerikanska förbrytare får man se en bild på Family Guys huvudfigur Peter Griffin med texten "plagiat", på nästa sida finns American Dad, som har samma skapare som Family Guy beskriven med orden "plagiat på plagiatet".
Familjen flyttar tillbaka till Springfield där Bob lurar familjen Simpsons att komma på en restauranginvigning men planen misslyckas och han ställs inför rätta. Under rättegången fejkar han sin död och i tron att han död besöker Bart kremeringslokalen efter att han samtalat med Cecil. Lisa upptäcker att Bob lever och hela hans familj är med i en komplott och lyckas rädda Bart och sätter dit hela familjen som döms till 87 år i fängelse, där han blir totalt tokig. Senare misstänker Bart och Lisa att Bob ligger bakom försvinnandet av Homer inför sitt andra bröllop, eftersom det visar att han är frisläppt men han har hela tiden varit med Krusty och han hjälper dem att hitta den skyldige, ex-frun, Selma. Han hamnar igen i fängelset där Bob byter ansikte med Walt Warren och blir granne till familjen Simpsons. Bart uppskattar inte den nya grannen men då flera bevis pekar på att det inte är Bob som är granne blir han lugn tills han försöker döda Bart men blir stoppad av polisen igen.